# 知春路駅
知春路駅（ちしゅんろえき）は、中華人民共和国北京市海淀区に位置する北京地下鉄10号線と13号線の駅。10号線の駅番号は無し、13号線の駅番号は「1303」。

## 利用可能な鉄道路線
- 北京地下鉄
  - ■10号線
  - ■13号線

## 駅構造

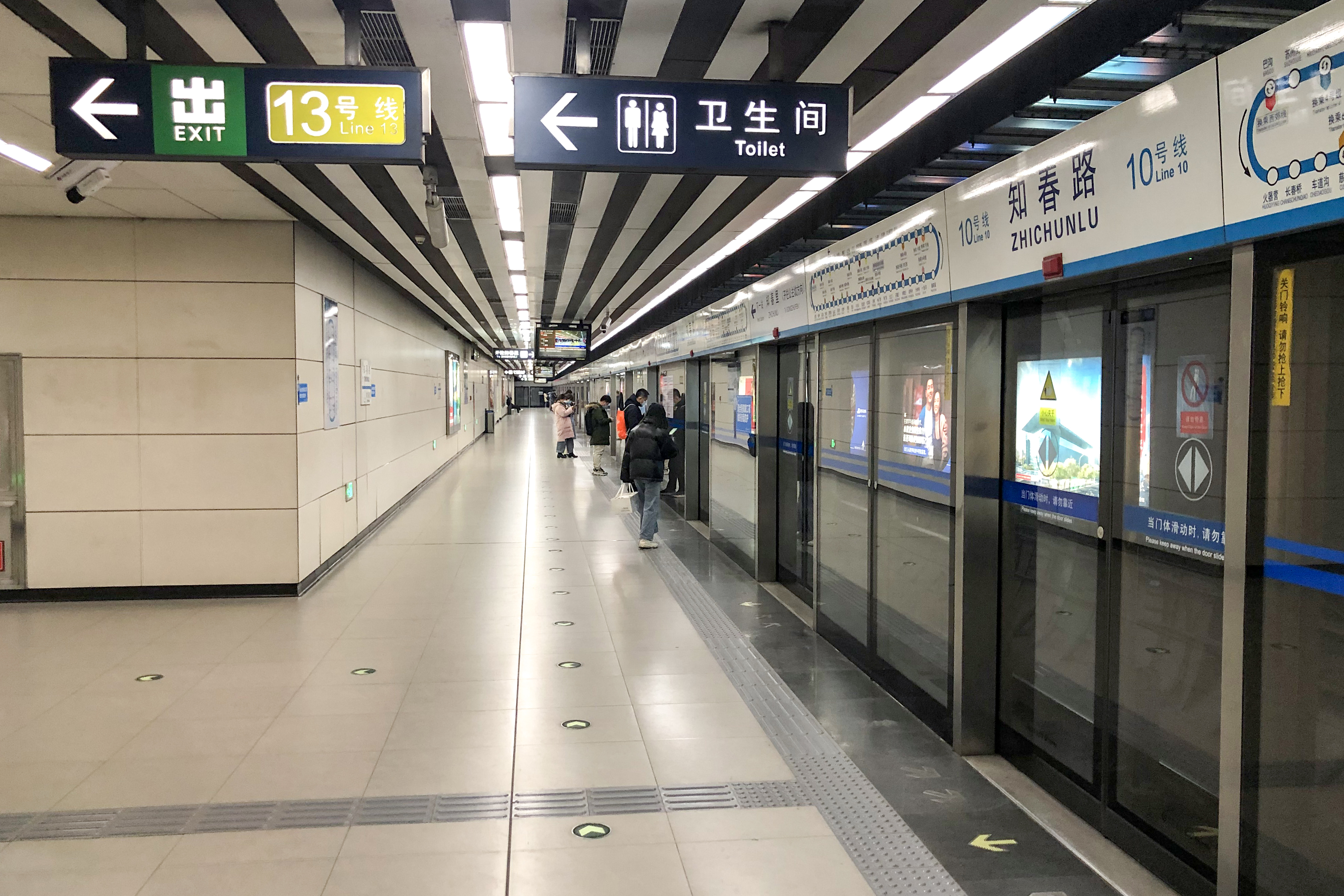
10号線ホーム

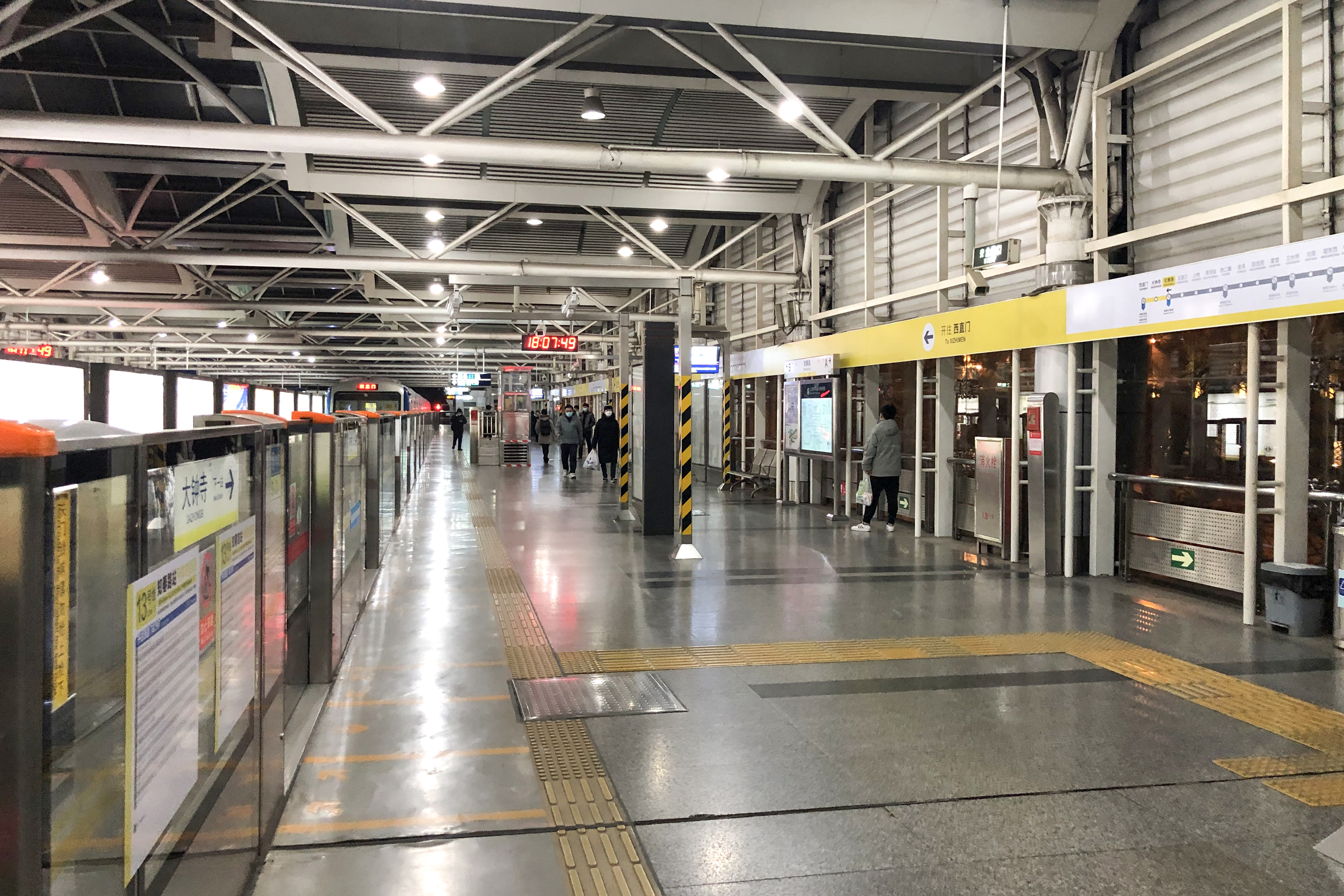
13号線ホーム

10号線は島式ホーム1面2線の地下駅。
13号線は相対式ホーム2面2線の地上駅。

## 駅周辺
- 中航科技大厦

## 歴史
- 2002年9月28日 - 13号線開業と共に開業。
- 2008年7月19日 - 10号線が開業し当駅に接続。

## 隣の駅
北京地下鉄
■10号線
知春里駅 - 知春路駅 - 西土城駅
■13号線
大鐘寺駅 (1302) - 知春路駅 (1303) - 五道口駅 (1304)
座標: 北緯39度58分30秒 東経116度20分02秒 / 北緯39.97505度 東経116.33399度